# Abdoulaye Djiba
Abdoulaye Djiba, né le 7 juillet 1938, est un judoka sénégalais.

## Carrière
Abdoulaye Djiba participe aux Jeux olympiques d'été de 1972 à Munich, où il est éliminé dès le premier tour du tournoi toutes catégories.
Il est médaillé d'or dans la catégorie des moins de 95 kg aux Jeux africains de 1973 à Lagos. Aux Championnats d'Afrique de judo 1974 au Caire, il est médaillé d'argent en individuel et médaillé d'or par équipe. 
Il participe aux Jeux olympiques d'été de 1976 à Montréal, où il est éliminé en demi-finales dans la catégorie des moins de 93 kg et dès le premier tour au tournoi toutes catégories.
Il est médaillé de bronze des moins de 71 kg aux Jeux africains de 1978 à Alger.